# Scopas

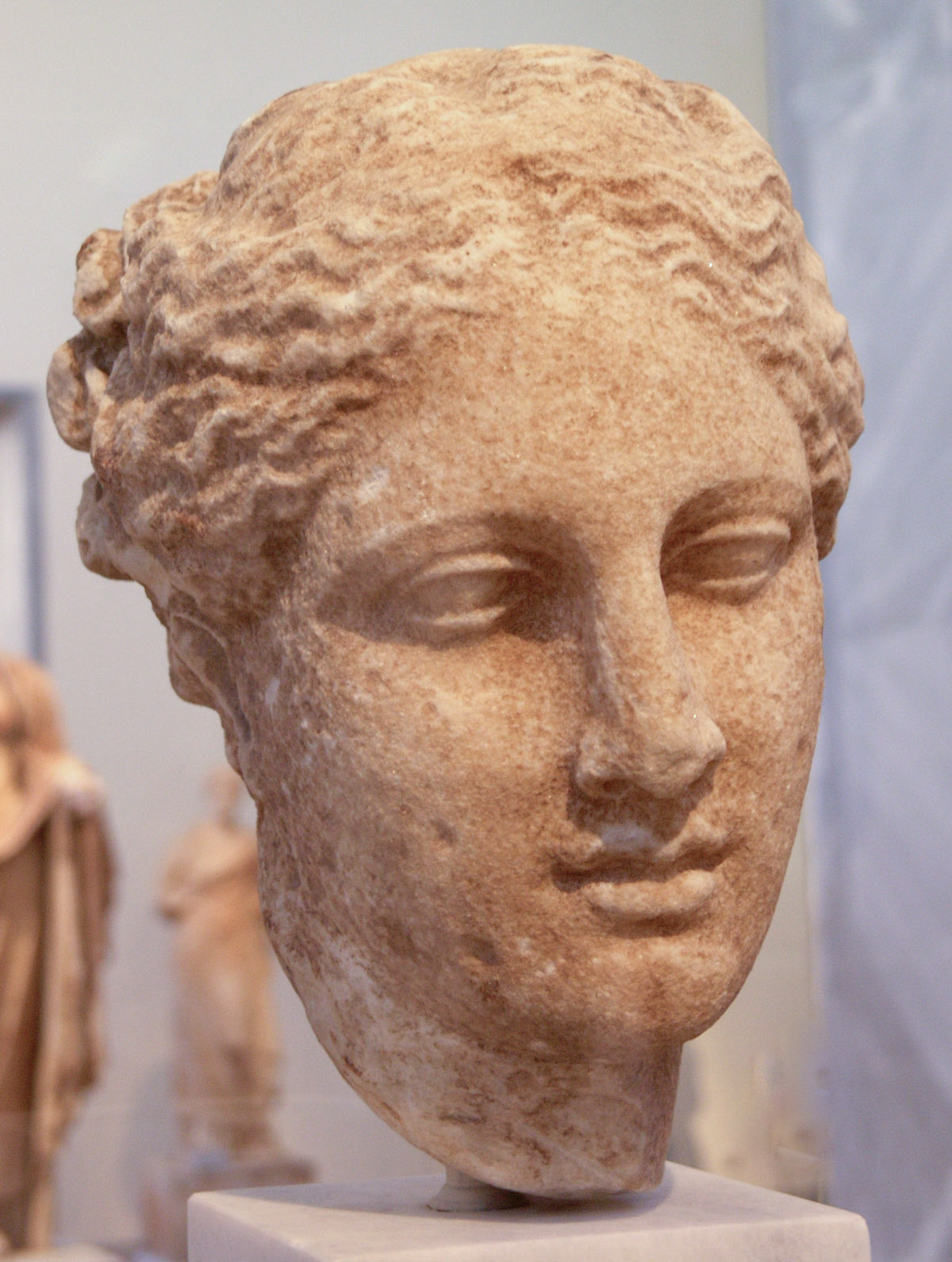
Hygeea, marmură, atribuită lui Scopas

Scopas sau Skopas (în greaca vecheΣκόπας; n. 395 î.Hr., Paros, Imperiul Otoman – d. 350 î.Hr.) a fost un sculptor și arhitect antic grec, născut în insula Paros.
Se cunosc puține date despre viața lui Scopas. Se știe că a călătorit mult, creând temple în Peloponez, Atena, Megara și Samotrace. La Paros a construit templul Estia, care se crede că se afla pe locul actualei străzi a pieței vechi din Paroikia. A fost considerat subversiv, deoarece a introdus schimbări și elemente noi în arta din vremea sa.
Scriitorii antici l-au comparat cu Praxiteles și Lysippus. A contribuit la impunerea exprimării emoțiilor puternice ca temă artistică.
Scopas realizase în friza mausoleului din Halicarnas o serie de cupluri de personaje, reprezentând lupta dintre greci și amazoane. Sculpturile lui Scopas sunt remarcate prin felul în care acesta reusește să evidențieze sentimentele. Este celebră lucrarea "Menadă dansând".